# 구경백
구경백(1957년 ~ )은 대한민국 전직 야구 선수 출신 야구 해설가 겸 스포츠 평론가이다.

## 이력
그는 고등학교까지 야구선수 생활을 하였고 OB 베어스프런트, 스카우트팀장을 역임했다. 방송해설가 및 칼럼니스트로 야구와 관련된 활동을 하고있으며 대한야구협회 소속으로 KBO상벌위원 등으로도 활동했다. 현재 대한야구협회 홍보이사 이자 사단법인 일구회 사무총장이다.

## 생애
배명중 - 배명고에서 야구 선수 생활을 하였다. 고등학교 3학년때 늑막염으로 인해 야구생활을 포기하였다. 1982년 프로야구 출범과 동시에 OB 베어스 1군매니저, 운영팀 , 홍보팀장 , 스카우트 팀장을 역임했다. 타이론 우즈를 스카우트하는데 가장 큰 공헌을 한 사람이다.

## 학력
- 배명중학교
- 배명고등학교

## 방송 해설가 및 칼럼 활동
- 스포츠서울
- 문화일보
- CBS라디오
- ITV
- Xports
- OBS
- IPSN

## 수상 경력
- KBO '총재 공로상'
- 두산그룹 '회장 공로상'
- 스포츠서울 '해설 평론상'

## 저서
- 아이러브 베이스볼 (구경백 저| 디지털싸이버 | 2003.06.26 페이지 302| ISBN 89-90731-17-8)